# Otto Braun (forfatter)
Otto Braun (født 27. juni 1897 i Berlin, faldet 29. april 1918 ved Marcelcave i departementet Somme) var en tysk forfatter; søn af Heinrich og Lily Braun.
Braun var en rigt begavet, tidligt modnet yngling, som deltog i 1. verdenskrig som frivillig og gennem sine efterladte breve, dagbøger og digte, Aus nachgelassenen Schriften eines Frühvollendeten (1920; 50. oplag 1921), for Tyskland blev hvad Alan Seeger var for USA og Rupert Brooke for Storbritannien, hvad man opfattede som udtryk for det ædleste og bedste hos landets faldne ungdomsgenerationer.